# Yuri Petrakov
Bản mẫu:Eastern Slavic name
Yuri Valeryevich Petrakov (tiếng Nga: Юрий Валерьевич Петраков; sinh ngày 27 tháng 1 năm 1991) là một tiền vệ bóng đá người Nga thi đấu cho F.K. Tom Tomsk.

## Sự nghiệp câu lạc bộ
Anh có một thời gian thi đấu cho 4 đội bóng khác nhau tại Giải bóng đá ngoại hạng Nga từ Moskva mà không khi nào đá một trận cho đội chính.
Anh có màn ra mắt tại FNL cho F.K. Dynamo Bryansk vào ngày 9 tháng 8 năm 2011 trong trận đấu với FC Fakel Voronezh.

## Đời sống cá nhân
Anh là con trai của Valeriy Petrakov, who was playing in Sweden cùng với IFK Luleå when Yuri was born.